# 鍾禮謙
鍾禮謙（英語：Johnny Chung Lai Him，1994年—），馬鞍山守護線成員，前香港沙田區議會馬鞍山市中心選區議員。

## 從政生涯
- 2019年區議會選舉，Facebook專頁「馬鞍山人，馬鞍山事」版主兼「馬鞍山守護線」成員鍾禮謙議席公布參選馬鞍山市中心選區，選前，其中鍾與工黨成員吳惠靈參加由民主動力舉辦的民主派初選，鍾在該次初選中勝出，以民主派區選聯盟名義代表泛民主派參選此選區[1]。對手分別是時任議員李子榮、民主思路成員李啟雄、任職毗鄰的錦濤選區時任議員陳國強的助理－本土派人士邱文勁、以及工黨成員吳惠靈[註 1]競逐。最後鍾禮謙取得4744票，以1953票之大比數差距，擊敗於該區已經5度當選的李子榮，成為該區首名民主派當選人[2]。